# Anne of Green Gables (1934)
Anne of Green Gables is een film uit 1934 onder regie van George Nichols Jr.. De film is gebaseerd op het gelijknamige boek van Lucy Maud Montgomery en is een remake op de gelijknamige film uit 1919.

## Verhaal
Marilla en Matthew Cuthbert besluiten een jongen te adopteren om hen te helpen op hun boerderij. Eenmaal bij het weeshuis vallen ze echter voor de charmes van de aandoenlijke Anne Shirley en nemen haar mee. Hoewel haar nieuwe ouders dol zijn op het meisje, wordt ze op school niet begrepen. Zo wordt ze door Rachel Barry en Gilbert Blythe gepest om haar oranje haarkleur.
Anne weet echter na een geringe periode ook bevriend te raken met de dorpsinwoners. Gilbert is de enige die zich niet lijkt te bekommeren om haar. Anne, die stiekem tot hem aangetrokken is, kan dit niet accepteren en probeert hem te verleiden. Om hem jaloers te maken zegt ze een relatie te hebben met een andere jongeman, maar het lijkt geen effect te hebben. Als ze in gevaar wordt gebracht op een vissersboot, is het Gilbert die haar redt. Dit incident heeft hen dichter bij elkaar gebracht en resulteert erin dat ze uiteindelijk toch voor elkaar vallen.

## Rolbezetting
| Acteur        | Personage         |
| ------------- | ----------------- |
| Anne Shirley  | Anne Shirley      |
| Tom Brown     | Gilbert Blythe    |
| O.P. Heggie   | Matthew Cuthbert  |
| Helen Westley | Marilla Cuthbert  |
| Sara Haden    | Mrs. Rachel Barry |

## Achtergrond
In 1934 werden de rechten van het boek gekocht. Hoewel schrijfster Montgomery niet meewerkte aan de filmbewerking, werd haar wel het script opgestuurd ter goedkeuring. Hierin werden slechts weinige kenmerken uit het boek veranderd, op een paar doorslaggevende verhaallijnen na. De hoofdrolspeelster Anne Shirley had voorheen de artiestennaam Dawn O'Day. Wegens het succes van de film veranderde ze deze naar de naam van het personage dat ze speelde. In 1940 werd een vervolg op de film uitgebracht; Anne of Windy Poplars.